# Beroroha
Beroroha est une commune rurale malgache, chef-lieu du district de Beroroha, située dans la partie nord-est de la région d'Atsimo-Andrefana.

## Géographie
Beroroha se trouve en bordure du fleuve Mangoky, qui coule rapidement et dont la largeur peut varier entre 5 m et 500 m. 
Beroroha est située au sud du massif du Makay.
La route de Ranohira (N 15) n'étant pas goudronnée n'est praticable qu'en 4x4 et place Antananarivo à deux jours de route. 
Un aéroport avec une piste de 950 mètres de long dessert la ville.
En 1948 une paroisse a été fondée par les missionnaires de Notre-Dame de la Salette .